# Lars Persa
Lars Persa (egentligen Lars Bertil Persson) född den 1 januari 1953, uppväxt i byn Lövsjön, Föllinge socken i Jämtland, är poet, låtskrivare, visdiktare och trubadur. 
Lars Persa, som till vardags arbetar som gymnasielärare i Östersund, vann år 1991 "Sjongarmotet" (svenska: sångarmötet), en årlig sångartävling på jämtska arrangerad av Radio Jämtland och Heimbygda. Han har sedan dess gett ut en rad av CD-album som innehåller bland annat några av hans stora succéer; sångerna "Jämtmacho", "Hardda" och "Je å a momma".
CD:n "Så hæl mæ på" kom ut 2005 och innehåller tio Bellmantolkningar på jämtska.
Lars-Persa har också gett ut några böcker, bland annat en ABC-bok på jämtska och en med limerickar.

## Album
- Jämtmacho (1992)
- Hardda (1993)
- Utta väggja (1995)
- Där jag går över bron (1997)
- Huskun kær (1999)
- Fog och Fönstertätning (2002)
- Så hæl mæ på (2005)
- Håkke de nu e (2006)
- Persa (2008)
- Bære så dæ veit (2012)
- Attityd 63o N (2016)
- Tökka Julhælg (2017)

## Böcker
- Krusa (2000)
- En rimsmed från Lövsjön (2003)

## Priser och utmärkelser
- Jamtamots hederspris 2006
- Carl Zetterström-medaljen 2010